# Internationale der Anarchistischen Föderationen
Die Internationale der Anarchistischen Föderationen (IFA-IAF – l’Internationale des Fédérations Anarchistes/International of Anarchist Federations) ist ein synthetischer Zusammenschluss von regionalen anarchistischen Föderationen.

## Organisation
Alle in Regionalföderationen organisierten Mitglieder kommen alle drei Jahre zu einem Kongress zusammen, der über Ausrichtung und Aktionslinien beschließt. 
Ein Jahr vor der Vollversammlung werden vom Sekretariat der IFA und den für internationale Beziehungen in den verschiedenen Föderationen Verantwortlichen Tagesordnung, Datum und Ort des Kongresses festgelegt. Im Kongress werden Debatten über die Initiativen der IFA geführt, Resolutionen verabschiedet und eine Föderation zur Führung des Sekretariats beauftragt.
Das Sekretariat der IFA ist mit der Pflege der Beziehungen der Verantwortlichen der internationalen Angelegenheiten betraut und hat dafür Sorge zu tragen, dass die Beschlüsse des Kongresses umgesetzt werden. 
Kontinuierliche internationale Verbindung, steter Informationsaustausch und damit internationale Solidarität wird maßgeblich von der „Commission de Relations de l’Internationale des Fédérations Anarchistes/CRIFA“ (dt. Kommission der Beziehungen der Internationale) bewerkstelligt. Zur CRIFA, die mehrmals jährlich stattfindet, werden mit imperativem Mandat versehene Delegierte jeder Föderation entsandt.

## Ursprung
Die IFA-IAF wurde auf dem internationalen anarchistischen Kongress vom 31. August bis 5. September 1968 in Carrara, Italien, gegründet und sieht sich in der Tradition der antiautoritären Internationalen. Die Gründungsmitglieder waren die anarchistischen Föderationen von Italien, Spanien (im Exil) und Bulgarien (im Exil).

## Erster Kongress
Die Zusammenkunft von Carrara war eine direkte Folge des Kongresses von London vom 25. Juli bis 1. August 1958, der erstmals nach dem Ende des Zweiten Weltkriegs innerhalb der internationalen anarchistischen Bewegung auf einer breiten Basis wieder eine gewisse Dynamik aufkommen ließ und Wünsche nach einer internationalen anarchistischen Organisation weckte. Die Aktivisten auf dem Londoner Kongress waren sich einig, dass „die anarchistische Internationale ihren Ursprung in dem Willen und der internationalen Tätigkeit der Anarchisten hat, wie er 1907 in Amsterdam manifestiert und seitdem immer wieder bestätigt wurde. Der Kongress der Anarchistischen Internationalen ist der Ort und das Ereignis, an dem die ganze Bewegung partizipiert. Er ist ihr einstweiliges Ausdrucksmittel“. Zugleich wurde die Bedeutung einer regelmäßigen Arbeit als notwendige Voraussetzung für die Entwicklung der organisierten anarchistischen Aktion erkannt und deshalb eine „Commission Anarchiste Internationale/CAI“, mit dem Auftrag gegründet, die Kontakte unter den anarchistischen Organisationen in der Zeit zwischen den Kongressen aufrechtzuerhalten.
Der in der Bewegung lang ersehnte Kongress von Carrara war der entscheidende Durchbruch der Bemühungen, die in London begonnen worden waren und seitdem trotz zahlreicher Widerstände kontinuierlich fortgeführt wurden. Er fand – kurz nach dem Mai 68 – zu einem Zeitpunkt statt, der einen historischen Höhepunkt des sozialen Kampfes darstellte. In dieser Atmosphäre kam es nun zu einer Begegnung der verschiedenen Generationen von Aktivisten, von den überlebenden Kämpfern der spanischen Revolution, den Widerstandskämpfern gegen Faschismus und Nationalsozialismus bis zur rebellischen Jugend der Barrikaden von 1968.
Erstmals, seit Faschismus und Nationalsozialismus den demokratischen Entwicklungen Europas im 20. Jahrhundert ein vorübergehendes Ende gesetzt hatten, kam es auf dem Kongress wieder zu einem Vergleich und einer kritischen Überprüfung der revolutionären Perspektiven, die von der Lohnarbeiterschaft und den Studierenden aufgeworfen worden waren. Auf der einen Seite wurde die Kritik am Marxismus bekräftigt und die Illusion eines libertären Marxismus zurückgewiesen, auf der anderen Seite der Gedanke von der Bedeutung der Arbeiterbewegung als dem zentralen Moment einer antiautoritären Revolution bestätigt. Begleitend zu diesem Prozess theoretischer Auseinandersetzung wurden die Grundlagen für eine permanente internationale Organisation gelegt.

## Weitere Entwicklung

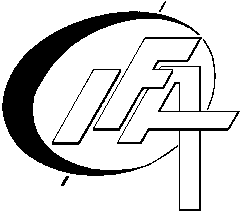
Dieses Logo der IFA-IAF wurde bis 2009 verwendet

Vom 1. bis 4. August 1971 fand in Paris im historischen Rahmen der noch kräftigen, aber mehr und mehr beschädigten Protestbewegung der zweite internationale anarchistische Kongress statt. Die Genossen in Paris stießen auf stetig wachsende Probleme mit der militanten Aktion, die von manchen Gruppen für die einzig effiziente Handlungsweise gehalten wurde, und mit der Forderung nach der Übernahme von Mehrheitsentscheidungen für das weitere Funktionieren der Organisation. Die Hoffnung, dieses Problem umgehen zu können, und die Perspektivlosigkeit der alten Massenorganisationen der Arbeiterbewegung sowie die starke Präsenz von Organisationen mit bolschewistischem Hintergrund verführten einige Personen dazu, abwegige Theorien und eine Praxis abseits vom internationalen Anarchismus zu entwickeln. Dennoch bekräftigte der Kongress von Paris den organisatorischen Willen des Kongresses von Carrara und beschloss in dieser Richtung weiter voranzuschreiten.
Der dritte Kongress der IFA fand zwischen dem 23. und dem 27. März 1978 erneut in Carrara statt. Mit dem Beitritt der französischen Föderation wuchs die Mitgliederzahl der IFA auf vier Föderationen an. Es war wiederum ein ganz spezieller historischer Kontext gegeben: Im Gastgeberland Italien war Aldo Moro, der Präsident der italienischen Christdemokraten, von den Roten Brigaden entführt worden. Diese Situation begünstigte die Vollziehung des nächsten Schrittes in der Klärung der gemeinschaftlichen Ausrichtung der organisierten anarchistischen Organisation. Es wurde eine konstruktive Kritik an der Theorie und Praxis des bewaffneten Kampfes entwickelt, eine These, nach der „die revolutionäre Gewalt nicht verstanden und akzeptiert werden kann, ohne die gleichzeitige Existenz einer starken und organisierten Arbeiterbewegung nach den anarchistischen Ideen“. Der Kongress stellte dabei unterschiedliche Positionen über die mögliche Entwicklung einer solchen Arbeiterbewegung fest, die aus der Arbeit der anarchistischen Aktivisten in verschiedenen gewerkschaftlichen Strukturen sowie aus den Unterschieden der gesellschaftlichen und historischen Rahmenbedingungen der verschiedenen Länder resultierten.
Der größte Teil der IFA bekräftigte wiederum das Einverständnis mit den Prinzipien, wie sie 1968 definiert worden waren, und damit der Entscheidung für eine Bewegung, die unabhängig von den großen staatstragenden Gewerkschaftsorganisationen ist und die einen selbstverwalteten Charakter hat.
Der Kongress beschloss weiterhin eine klare Position zur Frauenbewegung: „… die IFA unterstützt den Aufstand der Frauen … Die IFA hält die Probleme der Frauen nicht für sekundär und nicht durch theoretische Diskussionen zu befriedigen, die sich nicht in der Praxis des alltäglichen Lebens niederschlagen“, die sich gerade eines starken Zuwachses erfreute, und entwickelte neue gedankliche Elemente für die ganze revolutionäre Bewegung.
Acht Jahre später, im Jahr 1986, fand der Kongress der IFA wieder in Paris statt. Die Versammlung diskutierte schwerpunktmäßig die Themenkreise des antiimperialistischen Kampfes und der nationalen Befreiungsbewegungen und setzte damit auch der Dominanz der 1968 begonnenen Auseinandersetzungen ein Ende. In Hinblick auf die Situation in Lateinamerika wurde ein Solidaritätsprojekt mit den Revolutionären in Nicaragua und in Haiti beschlossen und die Einrichtung einer Verbindungskommission mit Zentral- und Südamerika angeboten.
In der Einschätzung der Situation und Perspektiven der gewerkschaftlichen Arbeit hatten sich zwei widersprüchliche Positionen herausgebildet: einerseits die alleinige Unterstützung der „Internationale ArbeiterInnen-Assoziation (IAA)“ und ihrer Sektionen, andererseits die Unterstützung einer weniger ideologischen Herangehensweise.
Der 5. Kongress der IFA, der vom 1. bis 4. November 1990 in Valencia, Spanien, stattfand, bekräftigte das Streben nach einer Erweiterung der IFA über die vier Mitgliedsföderationen hinaus, und auch die Frage der Beziehungen zu anderen anarchistischen Organisationen wurde hier neu geregelt. Der laufende Niedergang der bolschewistischen Diktaturen Osteuropas zeigte neue Perspektiven auf. Zunächst plante die Exilorganisation der „Union der Anarchistischen Bulgaren“ Kontakt mit der Organisation der „Bulgarischen Anarchisten des Inneren (FACB)“ aufzunehmen.

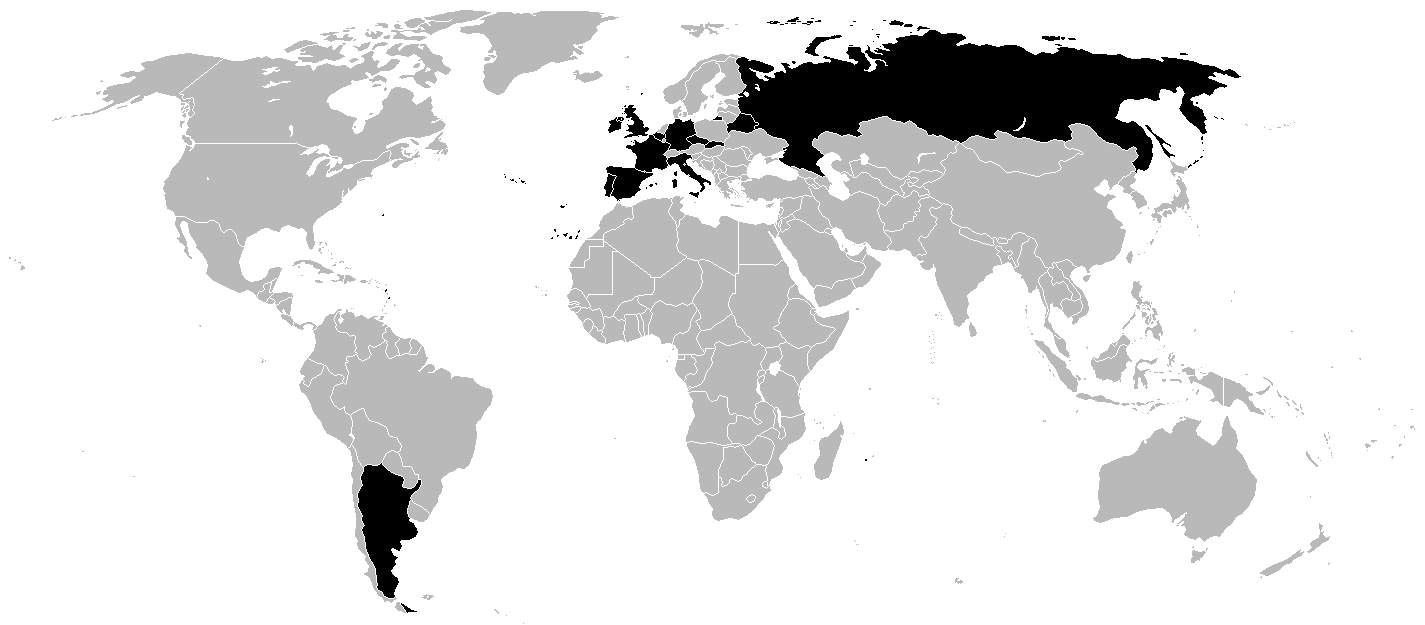
Karte der Regionen mit Mitgliedsföderationen der IFA-IAF, Stand 2008

Die Initiative für eine Anarchistische Föderation in Deutschland (I-AFD) trat der IFA im Jahre 1991 bei. Eine kleine norwegische Organisation, die „ANORG“, beantragte ebenfalls die Mitgliedschaft, wurde aber wegen ihrer Position der Unterstützung der NATO abgelehnt.
1997 fand in Lyon, Frankreich, ein Kongress statt, auf dem die Analyse der globalen Dominanz und Ausbeutung im Vordergrund stand. Daneben wurde aber auch eine Öffnung der IFA für Teil- und Regionalföderationen bzw. für mehr als eine Föderation pro Land beschlossen. Die frühere starre Regelung hatte immer wieder zu unnötigen Konflikten und vertanen Chancen geführt.
Die IFA hatte sich mit dem Beitritt der englischen „Anarchist Federation (AF)“, der Federación Libertaria Argentina, der 2014 in „Anarchisticka federace“ (AF) umbenannten „Tschechoslowakischen Anarchistischen Föderation (CSAF)“ und der „Assoziation Anarchistischer Bewegungen (Ассоциация Движений Анархистов — АДА / ADA)“, die 2004 ausgeschlossen wurde, auf neun Mitgliedsföderationen erweitert. Durch den Beitritt der „Anarchistische Föderation von Belarus (Фэдэрацыя анархістаў Беларусі — ФАБ / FAB)“ blieb die Mitgliederanzahl konstant.

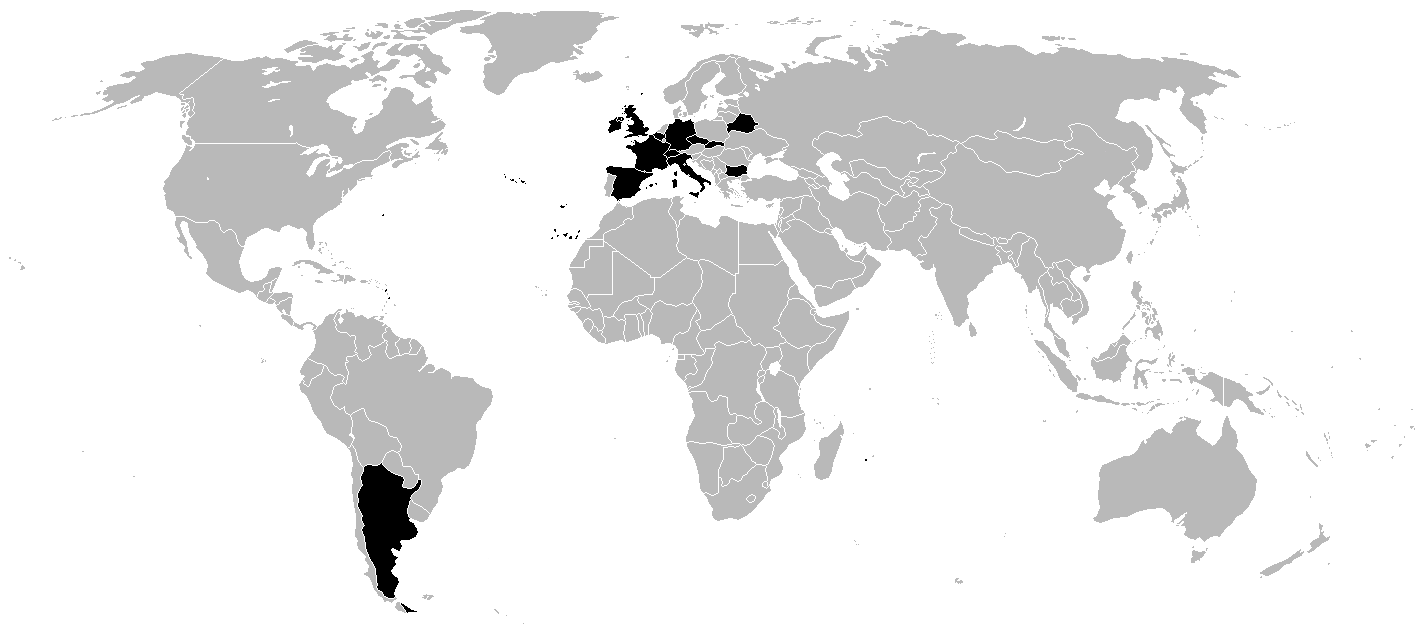
Mitgliedsorganisationen 2010

Der siebte Kongress fand 2004 in Besançon und der achte 2008 im Gründungsort Carrara statt. Das Verbindungssekretariat war 2010 bei der iberischen Föderation beheimatet.
Auf dem im August 2012 parallel zum Rencontre international de l’Anarchisme (internationales Treffen des Anarchismus) stattfindenden Kongress in Saint-Imier wurde die Federaciji za anarhistično organiziranje (Föderation für anarchistische Organisierung) in Slowenien Mitglied und das Verbindungsreferat wurde an die französischsprachige Föderation übergeben.
Der im August 2016 in Frankfurt am Main stattfindende 10. Kongress beschäftigte sich mit dem Erstarken anarchistischer Bewegungen in Südamerika und dem Mittelmeerraum, der allgemeinen ökonomischen und sozialen Situation, Themen um die Situation von Geflüchteten, in- und externer Kriegspolitik und Nationalismus. Die Federación Anarquista Mexicana (FAM), die Federacion Anarquista Local de Valdivia (FALV), südliches Chile, und die Iniciativa Federalista Anarquista Brasil (IFAb), Brasilien, wurden als Mitglieder aufgenommen.
Beim 11. Kongress vom 24. bis 28. Juli 2019 in Ljubljana, Slowenien, wurden einige gemeinsame Resolutionen unter anderem zu Geschlechterfragen und Migration verabschiedet und das internationale Sekretariat wurde von der AFED (UK) an die FAI (Italien) übergeben.